# Silnice II/405
Silnice II/405 je důležitou spojnicí Jihlavy, Brtnice a Okříšek s Třebíčí. Končí však zhruba 1,5 km před Třebíčí napojením na silnicí I/23. 

## Stavby na silnici
Vzhledem k vytíženosti a nevyhovujícímu stavu je silnice postupně rozšiřována a plánují se obchvaty téměř všech obcí na trase. Nejprve byl dokončen přibližně tříkilometrový úsek Jihlava - Příseka, který měl být původně dokončen v listopadu 2006, ale na stavbě se vyskytly neočekávané komplikace, a tak byl termín dokončení posunut na 31. července 2007. V roce 2007 byla zahájena stavba Brtnice - Zašovice (otevřena o rok později). V letech 2009 až 2010 probíhala rekonstrukce, rozšíření a napřímení úseku Příseka - Brtnice. V roce 2014 byl zprovozněn další modernizovaný úsek v délce necelých 2 km mezi Zašovicemi a Okříškami. V roce 2015 byl otevřen obchvat Příseky. V roce 2017 došlo k opravám silnice v 835 metrů dlouhém úseku v Brtnici. Opravy brtnického úseku začaly 15. května 2017, silnice byla rozšířena na kategorii S7,5, zpevněna a byly postaveny opěrné zdi a chodníky. Rekonstruovaný úsek byl otevřen 1. prosince 2017. Došlo také k přeložkám plynu a sítí a ke stavbě gabionové stěny. V roce 2020 by měla být rekonstruována část silnice mezi Krahulovem a Okříškami. Rekonstrukce v roce 2020 začala v dubnu, byla rekonstruována část Masarykovy ulice v Okříškách, následně pak byly rekonstruovány i závory na přejezdu na výjezdu z Okříšek směrem na Jihlavu. Následně se bude rekonstruovat i povrch silnice mezi Okříškami a Krahulovem. V plánu je i stavba obchvatu Okříšek, kdy pokud k ní dojde, tak bude rekonstrukce silnice mezi Okříškami a Červenou Hospodou pouze základní, pokud se stavět nebude, tak bude oprava komplikovanější a rozsáhlejší. Obchvat Okříšek by se mohl začít stavět v roce 2021, cena by měla být kolem 440 milionů Kč. V roce 2021 bylo oznámeno, že se připravuje projekt obchvatu Zašovic, jeho stavba má trvat dva roky a dosáhnout ceny 400 milionů korun. Obec má obejít severním směrem.

## Vedení silnice
- Jihlava, výjezd ze II/523 (Znojemská ul.) jihovýchodním směrem jako Brtnická ulice
- vlevo odbočka na III/4051
- Příseka, zleva se napojuje III/4053
- vpravo odbočka na III/4054
- zleva, cca 500 m před Brtnicí se od severu napojuje II/404
- Brtnice, křížení s II/403
- vpravo odbočka na III/4055
- Nová Brtnice
- zprava, cca 500 za Novou Brtnicí, se napojuje II/402
- jižním směrem odbočka na III/4056
- Zašovice
- Okříšky
- na okraji obce vpravo odbočka na III/4057 a III/4058
- uvnitř Okříšek vlevo odbočka na III/40510
- Krahulov
- na konci obce odbočka vpravo na III/40513 a III/40514
- Červená Hospoda, konec II/405 napojením na I/23

## Související silnice III. třídy

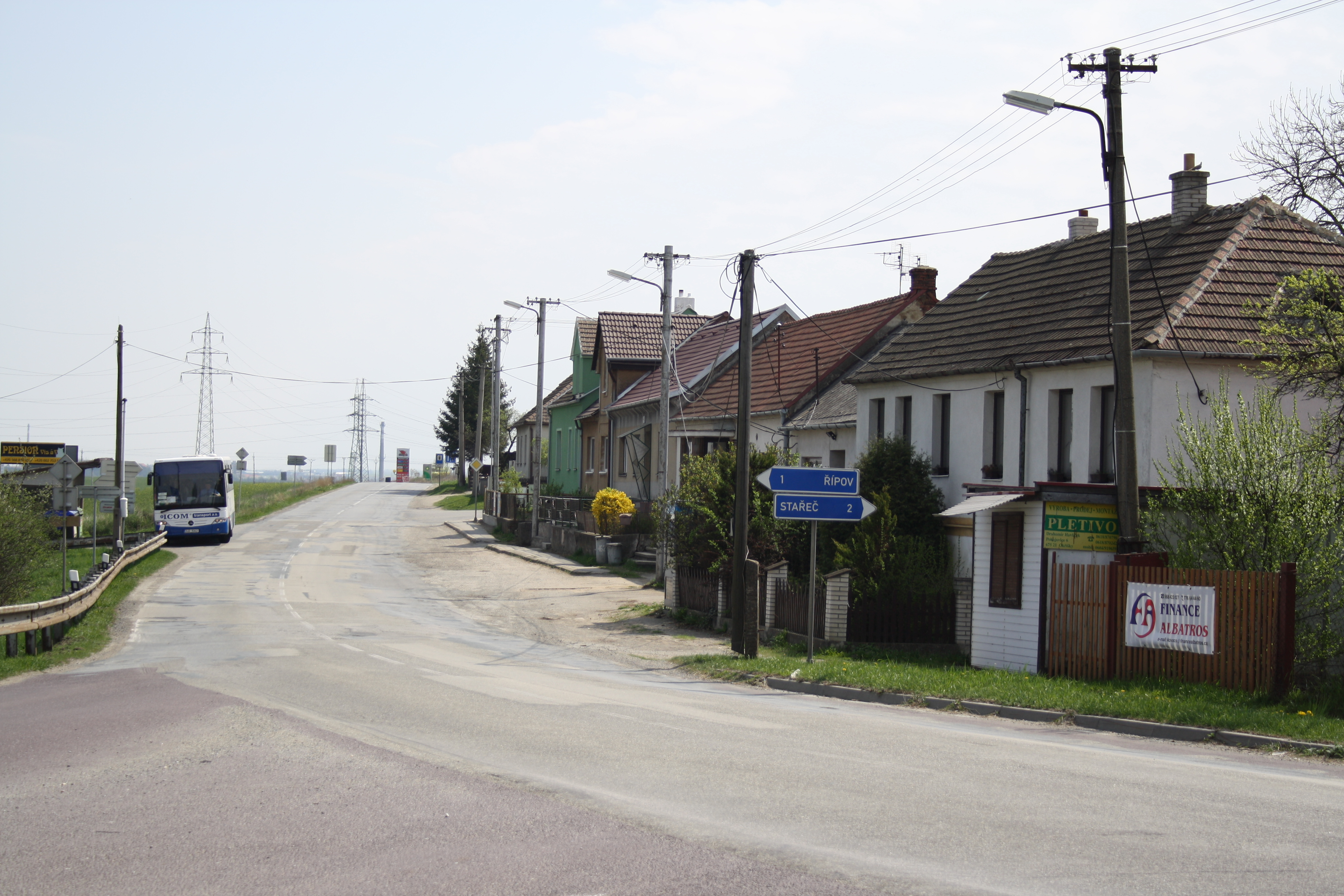
Červená Hospoda. Silnice I/23, zleva ústí II/405.

- Červená Hospoda. Silnice I/23, zleva ústí II/405.III/4051 Studénky - Puklice, křížení s III/4052, III/4053 a III/4045 - Předboř - Luka nad Jihlavou - II/404
- III/4052 Puklice - Petrovice
- III/4053 Příseka - Puklice, křížení s III/4051
- III/4054 odbočka na Uhřínovice
- III/4055 odbočka na Rychlov
- III/4056 Zašovice - Heraltice, křížení s III/4028 a III/4057 - křížení s III/40513 - Chlístov - I/23 - Rokytnice nad Rokytnou, křížení s II/410
- III/4057 Heraltice, křížení s III/4056 - křížení s III/4058 - Okříšky, křížení s II/405
- III/4058 Pokojovice - křížení s III/40513 - křížení s III/4057
- III/40510 Okříšky - Přibyslavice - křížení s III/35114 - křížení s III/40511 - Číchov - Bransouze - křížení s II/403
- III/40511 Přibyslavice (křížení s III/40510) - Radonín
- III/40512 odbočka na Petrovice
- III/40513 Krahulov - křížení s III/40514 - Pokojovice - křížení s III/4058 - křížení s III/4056
- III/40514 Krahulov (křížení s III/40513) - křížení s I/23